# 이화시
이화시(1951년 7월 22일~ )는 현재는 은퇴한 전직 대한민국의 배우이며 다시는 어떤 연예계 활동을 하지 않겠다고 선언했다.

## 학력
- 단국대학교 국어국문학과

## 출연 작품

### 영화
- 2022년 《개들의 도시》 - 은숙 역